# Mohikanere
Mohikanere er en amerikansk stumfilm fra 1910 af D. W. Griffith.

## Medvirkende
- George Nichols som Van Brum
- Claire McDowell
- Edith Haldeman
- Francis J. Grandon
- Charles Arling